# Anthidium larocai
Anthidium larocai är en biart som beskrevs av Urban 1997. Anthidium larocai ingår i släktet ullbin, och familjen buksamlarbin. Inga underarter finns listade i Catalogue of Life.